# I. Olimpijske igre – Atena 1896.
Prve Olimpijske igre modernog doba privukle su športaše iz 14 zemalja s najbrojnijim delegacijama iz Grčke, Njemačke, Francuske i Velike Britanije. Amerikanac James Brandon Connolly postao je prvi olimpijski pobjednik nakon više od 1500 godina. Pobijedio je u troskoku, osvojio drugo mjesto u skoku u vis i treće mjesto u skoku u dalj. Pobjednici su se tada nagrađivali medaljom izrađenom od srebra i maslinovim vjenčićem. Nijemac Carl Schumann izborio se za pet finala u tri različita sporta. Atenjani su igre prihvatili s velikim entuzijazmom, a njihov sunarodnjak Spiridon Louis ih je nagradio pobjedom u najpopularnijoj disciplini - maratonu. Ceremonije otvaranja i zatvaranja ovih Olimpijskih igara održane su na stadionu Panathinaiko u Ateni.

## Nastanak modernih Igara i odabir grada domaćina
Odluka da će se prve moderne Olimpijske igre održati u Ateni 1896. godine donesena je na osnivačkom kongresu Međunarodnog olimpijskog odbora 1894. godine. Iako Grčka do tada nije imala iskustva u organizaciji tako velikih natjecanja, a i financijska sredstva su bila relativno ograničena, Igre su u cjelini organizirane uspješno.

## Popis sportova
Na igrama su održana natjecanja u 9 sportova, isključivo u muškoj konkurenciji. Ipak, postoji zapis o djevojci imena Stamata Revithi s nadimkom Melpomene (prema Grčkoj muzi tragedije), koja je iz protesta što ženama nije bio dozvoljen nastup otrčala maratonsku utrku 11. travnja, dan nakon što su svoju maratonsku utrku odradili muškarci.
1. atletika
2. biciklizam
3. mačevanje
4. streljaštvo
5. gimnastika
6. plivanje
7. tenis
8. dizanje utega
9. hrvanje

Dva su sporta bila predviđena u programu, ali se natjecanja na kraju nisu održala:
- veslanje - otkazano zbog jakog vjetra
- jedrenje - otkazano zbog nedostatka odgovarajućeg broja jedrilica, s obzirom na to da strane posade nisu bile u mogućnosti transportirati svoje jedrilice

## Zemlje sudionice
U to vrijeme pojam državnih reprezentacija se podrazumijeva bitno drugačije nego li danas. Sportaši su većinom ili zastupali sami sebe ili svoje klubove, dok je podatak o nacionalnoj reprezentaciji navođen samo usputno. Broj sudionica je bio 14, a prema prijavama se može konstatirati da su nastupili sportaši sljedećih država:
1. Australija – Iako je Australija tada pripadala pod Veliku Britaniju kao dominij, rezultati natjecatelja Teddy Flacka se ipak pripisuju pod Australiju.
2. Austrija – Austrija je tada bila sastavni dio Austro-Ugarske monarhije, pa ipak se rezultati austrijskih sportaša na ovim Igrama često prikazuju odvojeno.
3. Bugarska – Gimnastičar Charles Champaud se natjecao kao bugarski predstavnik, iako je riječ o Švicarcu koji je samo živio u Bugarskoj. Neki izvori svrtavaju Champouda u reprezentaciju Švicarske.
4. Čile – Olimpijski komitet Čilea navodi da je Čileanac Luis Subercaseaux nastupao na utrakama na 100, 400 i 800 metara. U službenim izvješćima ne postoji dokaz za to.
5. Danska
6. Francuska
7. Njemačka
8. Velika Britanija
9. Grčka – Rezultati Grčke uključuju i rezultate Ciparskih natjecatelja, kao i onih iz Smirne. Također, nije jasan status Egipćanina Dionysios Kasdaglisa, kojega se nekad spominje kao predstavnika Grčke, a nekad kao predstavnika Egipta.
10. Mađarska – slično kao i kod Austrije, usprkos činjenici da je bila riječ o predstavnicima Austro-Ugarske rezultati Mađara se vode odvojeno. Zabilježeno je da su u sastavu Mađarske nastupali i natjecatelji iz Bačke – Momčilo Tapavica (mađ. Tapavicza Momcsilló).
11. Italija
12. Švedska
13. Švicarska
14. SAD

Belgija i Rusija imale su prijavljene natjecatelje, ali su kasnije povukli prijave. Oko nastupa čileanskog predstavnika postoje nejasnoće. Također se često spominje i Italija, iako je njihov poznati natjecatelj Carlo Airoldi zbog optužbi za profesionalizam isključen iz Igara. Spominje se i natjecatelj u streljaštvu prijavljen pod imenom Rivabella za Italiju, koji se prema izvještajima zaista natjecao.

## Tablica osvojenih medalja
Danas je uobičajeno da se prave pregledi osvojenih medalja po pojedinim nacijama, što 1896. godine nije bio slučaj. Ipak, kasnije su napravljeni takvi pregledi da bi se moglo usporediti rezultate s kasnijim Igrama. Te preglede treba uzimati s rezervom, iz više razloga:
- Tada se nisu uopće dijelile zlatne medalje, a trećeplasirani natjecatelj nije dobivao nikakvu nagradu (medalju)
- Popis zemalja sudionica je također upitan, jer su natjecatelji prije svega zastupali sebe i eventualno svoj klub. Također, neke države tada nisu niti postojale kao zasebne države, primjerice Australija je bila po Velikom Britanijom, Ugarska (Mađarska i zemlje krune sv. Stjepana) i Austrija dio zajedničke monarhije, itd.

Ipak, donji prikaz je najčešći u prikazima osvojenih medalja. Medalje u zagradama predstavljaju medalje osvojene u timovima sastavljenim od natjecatelja iz više država, dok su medalje domaćina istaknute:
| Olimpijske igre Atena 1896 - pregled osvojenih medalja |                        |       |        |        |        |
| Plasman                                                | Država                 | Zlato | Srebro | Bronca | Ukupno |
| 1                                                      | SAD                    | 11    | 7      | 2      | 20     |
| 2                                                      | Grčka                  | 10    | 17     | 19     | 46     |
| 3                                                      | Njemačka               | 6     | 5      | 2      | 13     |
| 4                                                      | Francuska              | 5     | 4      | 2      | 11     |
| 5                                                      | Ujedinjeno Kraljevstvo | 2     | 3      | 2      | 7      |
| 6                                                      | Mađarska               | 2     | 1      | 3      | 6      |
| 7                                                      | Austrija               | 2     | 1      | 2      | 5      |
| 8                                                      | Australija             | 2     | 0      | 0      | 2      |
| 9                                                      | Danska                 | 1     | 2      | 3      | 6      |
| 10                                                     | Švicarska              | 1     | 2      | 0      | 3      |
| 11                                                     | Mješoviti tim          | 1     | 1      | 1      | 3      |
| Ukupno                                                 | Ukupno                 | 43    | 43     | 36     | 122    |

## Vanjske poveznice
- Atena 1896 - Službene stranice MOO-a